# Rupt-en-Woëvre
Rupt-en-Woëvre är en kommun i departementet Meuse i regionen Grand Est (tidigare regionen Lorraine) i nordöstra Frankrike. Kommunen ligger i kantonen Verdun-Est som tillhör arrondissementet Verdun. År 2022 hade Rupt-en-Woëvre 282 invånare.

## Befolkningsutveckling
Antalet invånare i kommunen Rupt-en-Woëvre
| Referens: INSEE |